# Século XXXVII a.C.
Século XXXVIII a.C. - Século XXXVII a.C. - Século XXXVI a.C.

Mapa da Civilização Minoica

## Eventos
- No sul da atual Inglaterra, um rápido aumento no número de monumentos ocorreu em 3700 AC.[1]
- Na cidade de Uruque, sul da Mesopotâmia, grupos de pequenas moedas que representavam transações comerciais começaram a ser guardadas em bolas de argila ocas e em arquivos.[2]
- A cultura maikop, uma cultura arqueológica da Idade do Bronze na região do Cáucaso Ocidental do Sul da Rússia começou em cerca de 3 700 a.C..
- Civilização avançada de Lotal, na Índia (3 700 a.C.).
- 3 700 a.C.: na Mesopotâmia (atual Iraque) termina o Período de al-Ubaide. Explosão demográfica em Gawa, Eridu e Uruque.
- 3 650 a.C.: em Mesopotâmia são inventados os veículos com rodas.
- 3 600 a.C.: no atual Novo México, os índios locais consomem pipoca.
- Em Creta, começa o período mais primitivo da Civilização Minoica.
- No Alto Egito, desenvolve-se a cultura de Nacada.